# Główny Urząd Likwidacyjny (II RP)
Główny Urząd Likwidacyjny − urząd państwowy, funkcjonujący na prawach osobnego ministerstwa, powołany dekretem Naczelnika Państwa z dnia 31 stycznia 1919.
Do zadań Głównego Urzędu Likwidacyjnego należało ustalenie strat wojennych, poniesionych przez Państwo Polskie i jego obywateli oraz rozliczanie tych strat z państwami obcymi oraz dochodzenie stosownych odszkodowań. Urząd przejął dotychczasowe obowiązki Urzędu Rozrachunkowego Państwowego, biura strat wojennych przy Ministerstwie Skarbu oraz Biura Prac Kongresowych przy Ministerstwie Spraw Zagranicznych. Na czele urzędu stał prezes, który w sprawach służbowo-państwowych miał charakter ministra, ale nie wchodził w skład Gabinetu Ministrów. Pierwszym prezesem i organizatorem Urzędu był Władysław Grabski.
Z dniem 1 lutego 1927 GUL został wcielony do Ministerstwa Skarbu, a zakres działania Prezesa GUL przejął Minister Skarbu.

## Prezesi
- 1919-1922 - Władysław Grabski
- -1928 - Józef Karśnicki